# Бебин слободан дан
Бебин слободан дан (енгл. Baby's Day Out) америчка је породична филмска комедија из 1994. године. Режирао га је Патрик Рид Џонсон, а аутор и продуцент је Џон Хјуз. У главним улогама су Џо Мантења, Лара Флин Бојл, Џо Пантолијано и Брајан Хејли. Филм прати бебу из богате породице коју киднапују три отмичара и њену авантуру у Чикагу.
Бебин слободан дан је 1. јула 1994. године објавио 20th Century Studios у Сједињеним Америчким Државама који је примио много критика и доживео материјални неуспех (зараду је чинило 16,7 милиона, а буџет 48 милиона долара). Упркос томе, филм је стекао велику популарност у Индији и јужној Азији.

## Радња
Деветомесечна беба Бинк живи у богатој породици којој ништа не недостаје. Често се слика за насловне стране бројних часописа. Једног дана долази троје фотографа, који су у оствари отмичари, када остају сами са Бинком отимају га. Док га родитељи траже, он својим отмичарима задаје више муке и тешкоћа него што су очекивали. Отмица се за њега се претвара у забаву, а за отмичаре у пакао. Бинк излази кроз прозор куће отмичара и улази у плави аутобус који је препознао из своје омиљене књиге Бебин слободан дан. Док отмичари покушавају да га стигну, он улази у торбу жене из аутобуса и одлази у шопинг центар. Убрзо, одлази у зоолошки врт, где се спријатељи са западно низијском горилом. Она повређује отмичаре након њиховог покушаја да их одвоје. Бинк се ту не задржава дуго, већ одлази на градилиште као јунак из његове омиљене књиге. Док родитељи покушавају да схвате где је њихов син, дадиља пратећи трагове који им је испричала полиција схвати да он све ради по књизи Бебин слободан дан и да је сигурно отишао у дом старих војника. Тамо га проналазе, али док се враћају кући он им показује зграду у којој су га држали његови отмичари. Тамо му је остала његова омиљена књига. ФБИ убрзо хапси отмичаре и враћају му књигу. Када га врате у његову собу, родитељи се опет договарају када ће доћи фотограф да слика њиховог сина, а он за то време листа књигу Бебин дан у Кини.

## Улоге
| Глумац         | Улога           |
| -------------- | --------------- |
| Верн Тројер    | Бинков каскадер |
| Џо Мантења     | Отмичар Еди     |
| Брајан Хејли   | Отмичар Вики    |
| Џо Пантолијано | Отмичар Норби   |
| Лара Флин Бојл | Бинкова мајка   |
| Метју Глејв    | Бинков отац     |

## Критика
Филм је често упоређиван са Сам у кући. Ротен томејтоуз је на основу петнаест критика оценио филм са просечном оценом 3,89 од 10.
Критичар Роџер Иберт је замерио што филм садржи праве људе, такси, аутобус, улицу и праву бебу што је веома опасно за њу.

## Популарност
Филм је био изузетно популаран у Индији. Емитовао се у биоскопима у Колкати више од годину дана. Роџер Еберт је изјавио: „Питао сам да ли су Ратови звезда њихов најуспешнији амерички филм. Не, речено ми је да је Бебин слободан дан". Два пута је преправљен, прво на телугијски 1995. године, назван Сисиндри, а затим на малајаламском 1999. године, назван Џејмс Бонд.

## Отказана видео игра
Прављење видео игре по филму планирана је за конзоле Сега мега драјв и Гејм бој у октобру 1994. године, али је отказана у последњем тренутку. Два прототипа се могу наћи за преузимање на неколико РОМ локација. Једна је скоро завршена верзија, а друга је врло рана бета верзија. Уместо да главни лик у игри буде Бинк, играч контролише нешто налик Бинковог анђела чувара како би га сачувао.

## Медији у Сједињеним Америчким Државама
Филм је објављен на ВХС-у 4. априла 1995, а на ДВД-у 29. јануара 2001. Укључују коментар Патрика Рида Џонсона, филм и трејлер за филм. Филм је поново објављен на ДВД-у 11. октобра 2011.